# 107 mm M1940 (M-60)
Il cannone divisionale 107 mm M1940 (M-60) (in russo: 107-мм дивизионная пушка образца 1940 года (М-60)) era un cannone da campagna sovietico, sviluppato alla fine degli anni trenta per fornire l'artiglieria divisionale sovietica di un potente cannone campale ed anticarro. L'arma entrò in produzione nel 1940, ma poco dopo lo scoppio della guerra tedesco-sovietica la produzione cessò dopo la produzione di pochi esemplari, che servirono durante la seconda guerra mondiale.

## Storia

### Sviluppo
Fino alla fine degli anni trenta, l'artiglieria divisionale sovietica era equipaggiata con cannoni da 76,2 mm, progettati per utilizzare la stessa munizione Modello 1900, e con obici da 122 mm. La ragione dell'insistenza sovietica sul calibro 76,2 mm era nella larga disponibilità di munizionamento in questo calibro, parte del quale risalente alla Grande Guerra, e dall'esistenza di attrezzature specifiche. Vari miglioramenti nei campi di metallurgia, chimica e progettazione consentirono la produzione di cannoni come il 76,2 mm M1939 ed il 76 mm M1942, che erano superiori ai vecchi per molti aspetti, soprattutto per i leggeri e moderni affusti a code divaricabili. Comunque, tutti questi miglioramenti non ponevano rimedio alla debolezza delle granate esistenti. Il calibro 76,2 mm era stato scelto infatti dall'Esercito imperiale russo prima dell'avvento della guerra di trincea per le buone performance della granata shrapnel, ma le sue granate HE contenevano relativamente poco esplosivo (600-700 g) ed avevano ridotta efficacia contro le fortificazioni campali.
La decisione di iniziare lo sviluppo di un cannone divisionale di calibro maggiore prese piede nella seconda metà del 1937. L'anno successivo venne proposto il calibro 95 mm. Il 10 marzo 1938 il Direttorato di Artiglieria iniziò a lavorare su un pezzo divisionale da 95 mm presso le Officine Kirov e l'Impianto N. 92. Questi abbandonarono rapidamente lo sviluppo, ma le officine UZTM rilevarono il programma. Il progetto UZTM, denominato U-4, usava lo stesso affusto dell'obice 122 mm U-2, ma lo sviluppo non venne mai completato. Presso l'Impianto N. 92, l'ufficio capeggiato da Vasiliy Grabin sviluppò un pezzo da 95 mm denominato F-28, basato sull'affusto del 122 mm F-25. Il F-28 fu provato sul campo il 12 febbraio 1940. Tuttavia, nella primavera del 1940 tutti i progetti su pezzi da 95 mm vennero abbandonati per la decisione di adottare un pezzo di calibro maggiore.

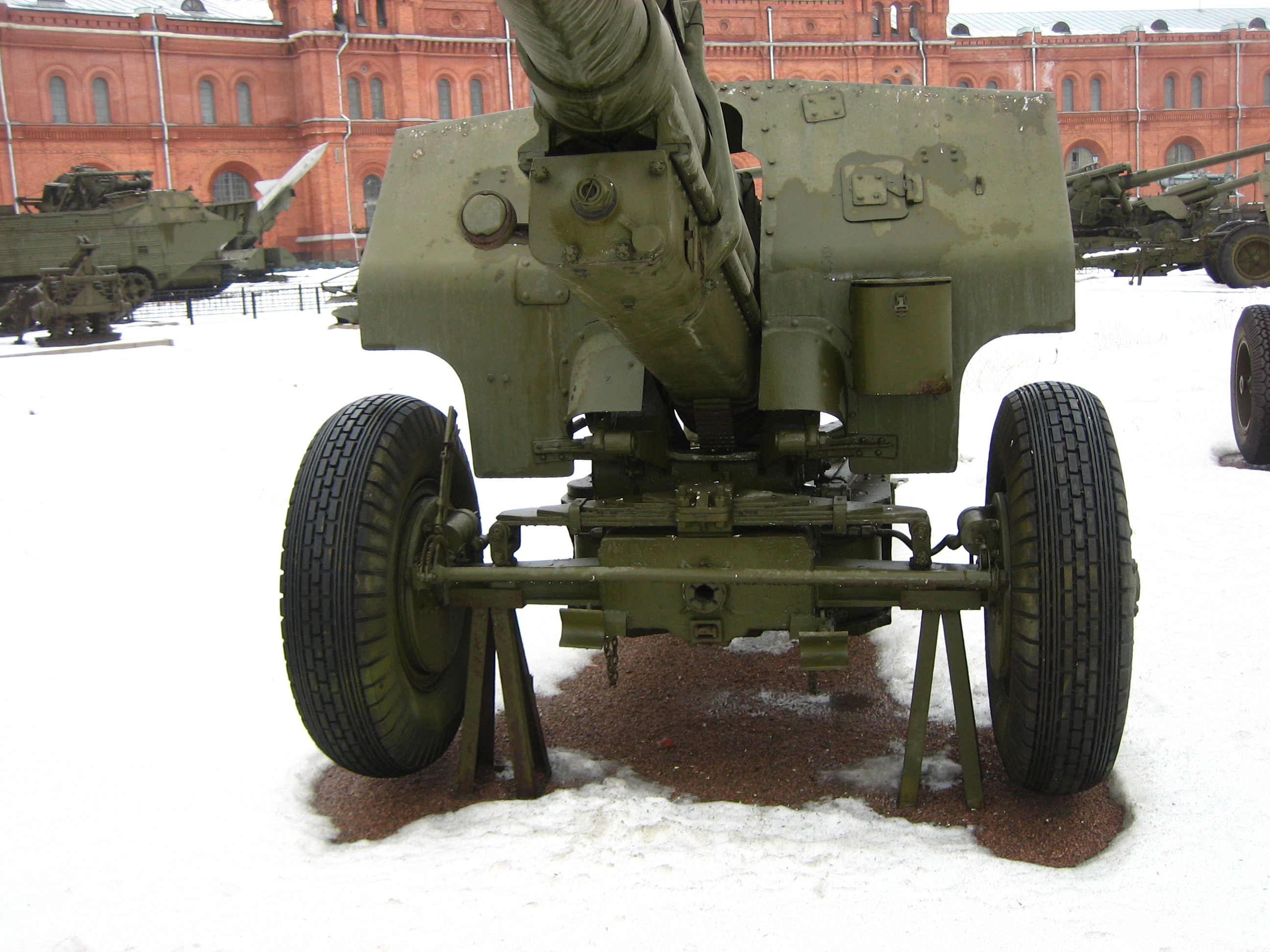
Vista frontale.

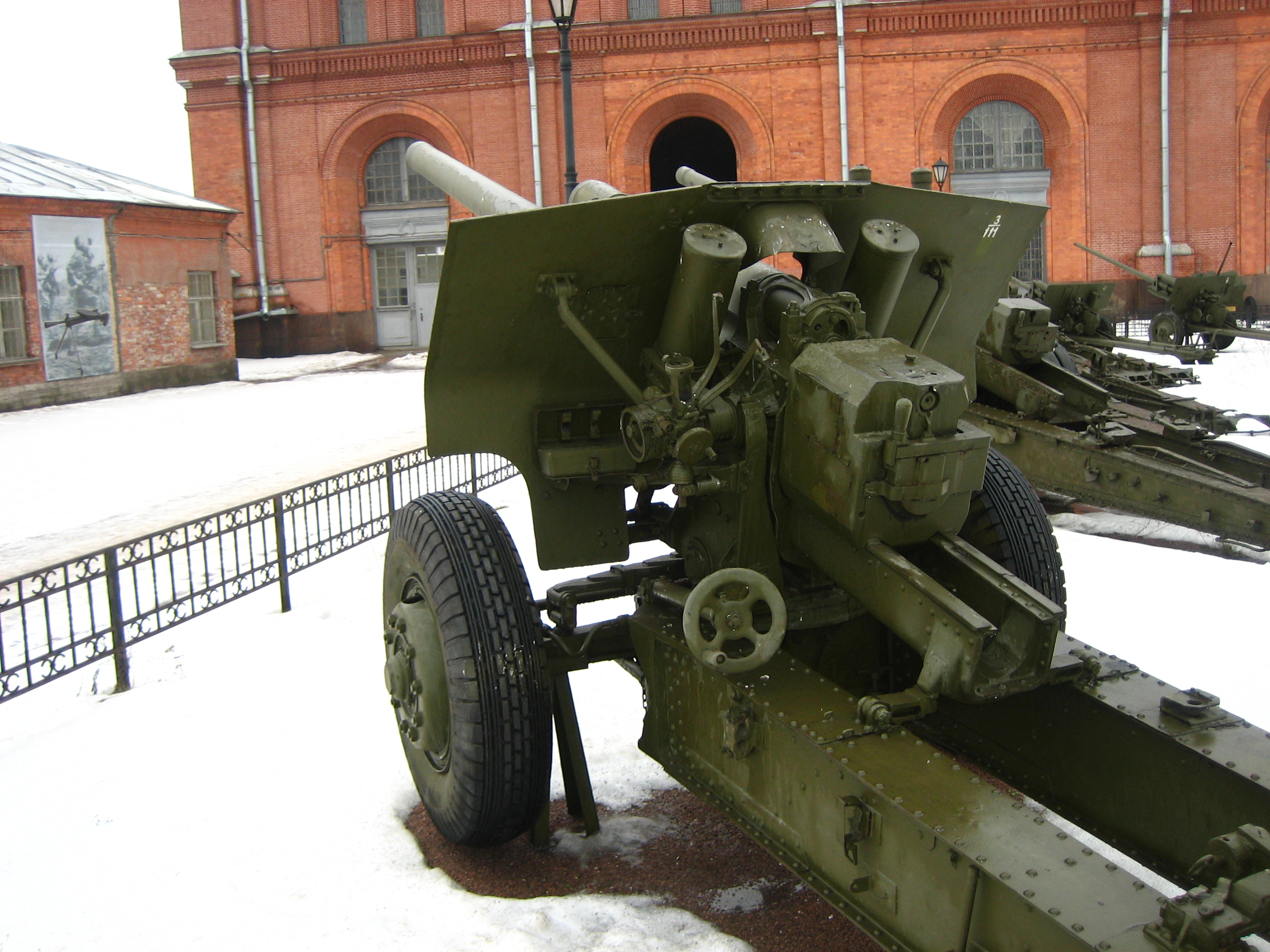
Vista posteriore.

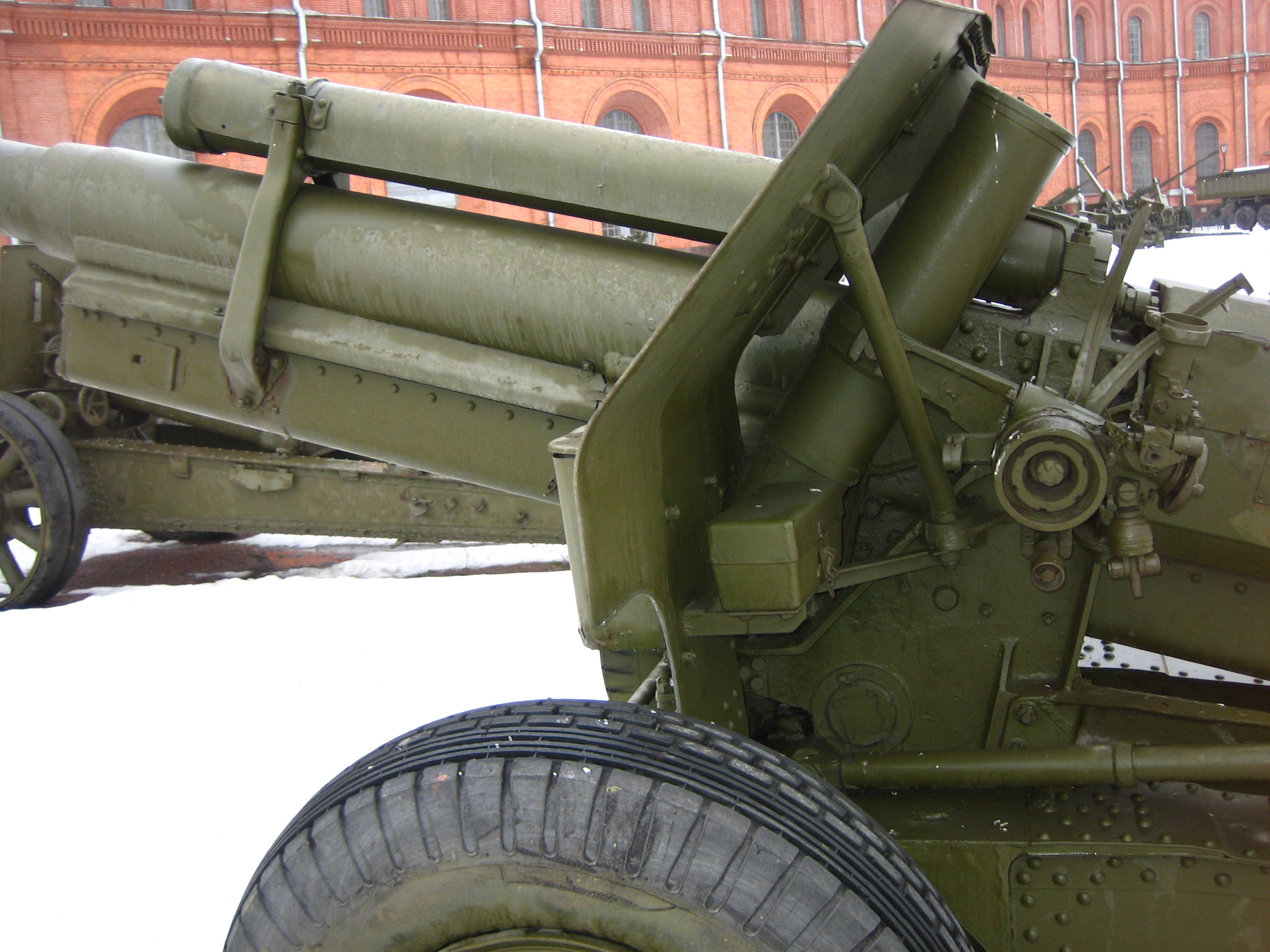
Vista laterale sinistra.

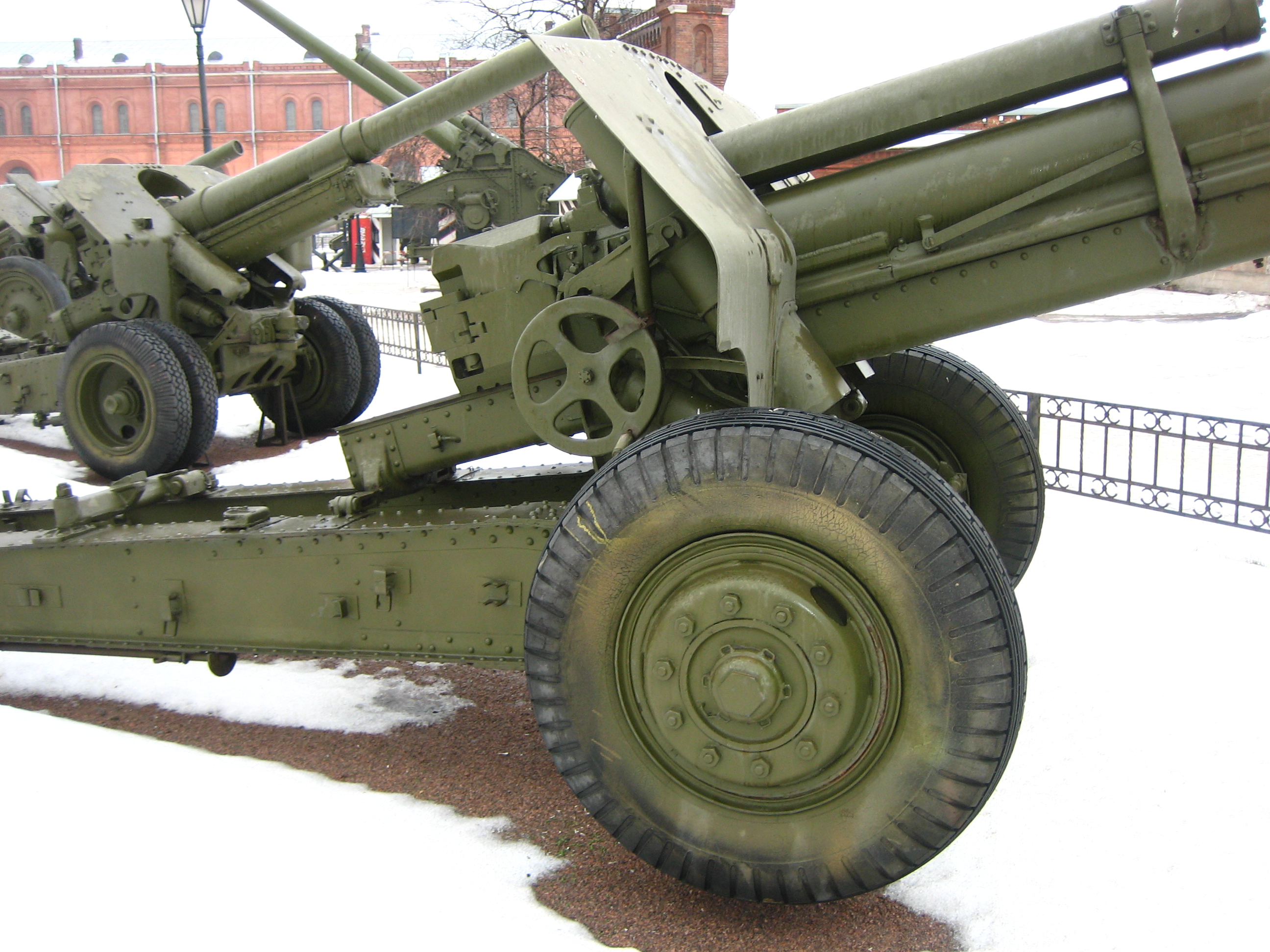
Vista laterale destra.

Il GAU decise di iniziare a lavorare su un cannone divisionale in calibro 107 mm nell'autunno del 1938. La ragione generalmente apportata era la riluttanza ad introdurre un nuovo calibro come il 95 mm. Il 107 mm invece era stato in uso sia con l'Esercito imperiale che con l'Armata Rossa; l'industria sovietica produsse il 107 mm M1910/30 ed il suo munizionamento, cosicché la transizione dal calibro 76 mm al 107 mm sarebbe stata più semplice ed economica. Un problema nell'usare tale calibro era il significativo incremento di peso del cannone. Tuttavia, si ritenne possibile sviluppare un potente cannone da 107 mm della stessa categoria di peso del 152 mm M1938 da 4 tonnellate che, quando fu adottato nel 1939, veniva considerato sufficientemente mobile per un pezzo divisionale.
Nel 1940 il GAU ebbe un altro incentivo per procedere verso il 107 mm grazie a rapporti di intelligence (rivelatisi sbagliati) circa l'adozione da parte della Wehrmacht di nuovi carri con corazzatura più spessa. Il capo del GAU, Grigory Kulik, mise in discussione la capacità degli esistenti 45 mm M1937 (53-K) e dei pezzi da 76,2 mm di combattere contro questi nuovi veicoli. I nuovi cannoni da 107 mm non vennero progettati per sostituire completamente questi pezzi, ma per completarli.
Il 14 ottobre 1938, l'Impianto N. 172 ricevette la richiesta per il prototipo di un pezzo da 107 mm. Il cannone fu sviluppato in tre varianti, designate M-25, M-45 e M-60. I primi due utilizzavano l'affusto dell'obice M-10; tutti i prototipi superarono le prove con successo, ma venne preferito il completamente nuovo M-60. Inizialmente anche il M-60 venne sviluppato in due varianti, che differivano per le soluzioni per il trasporto: in una variante la canna veniva arretrata, mentre nell'altra la parte superiore dell'affusto veniva ruotata all'indietro di 180°. Di questi, venne selezionato il secondo. Il 13 dicembre 1939 i prototipi iniziarono le prove sul campo, che proseguirono fino al 23 aprile 1940. Dopo alcuni miglioramenti, il cannone superò le prove di accettazione dell'esercito tra l'11 ed il 25 ottobre 1940 e venne adottato come "cannone divisionale universale ad alta potenza da 107 mm modello 1940".
Dopo la cancellazione del progetto F-28, anche il bureau di progettazione dell'Impianto N. 92 lavorò ad un pezzo da 107 mm. Alla fine del 1940 l'Impianto produsse il prototipo ZiS-24, caratterizzato da una lunga canna calibro 73,5 mm incavalcata sull'affusto del 152 mm M1937. Pur essendo molto potente, il cannone era anche molto pesante e costoso ed il progetto venne abbandonato. In seguito lo stesso bureau lavorò su un cannone da 107 mm combinando l'affusto dell'M-60 con una canna dalle stesse capacità balistiche del cannone da carro armato ZiS-6. Dopo lo scoppio della guerra, il progetto fu cancellato.

### Produzione
Il cannone entrò in produzione presso l'Impianto N. 352 di Novocherkassk e presso il N. 172. Il primo costruì 25 pezzi nel 1940, il secondo 101 pezzi nel 1941. Poco dopo lo scoppio della guerra con la Germania, la produzione venne interrotta per diversi motivi:
- la carenza di trattori d'artiglieria abbastanza potenti avrebbe reso difficile il trasporto di cannoni pesanti,
- l'artiglieria di corpo d'armata era stata sciolta insieme ai corpi d'armata di fucilieri (fanteria),
- la non immediata necessità di un cannone anticarro pesante,
- il cannone era complicato da produrre e mantenere,
- nel drammatico 1941 l'Unione Sovietica non aveva capacità industriali in esubero per produrre il nuovo cannone.

### Organizzazione ed impiego operativo
Nonostante fosse stato sviluppato come cannone divisionale, il M-60 non venne mai assegnato alle divisioni di fanteria sovietiche. Nel 1941 i M-60 servirono nelle brigate di artiglieria anticarro; queste ufficialmente schieravano due reggimenti, ognuno con un battaglione su M-60 (12 pezzi) e due battaglioni su 85 mm M1939 antiaerei; entrambe le armi vennero impiegate come cannoni anticarro pesanti. In pratica, la maggior parte delle brigate non ricevettero mai gli M-60. Queste brigate furono sciolte alla fine del 1941 ed i M-60 superstiti furono assegnati a battaglioni indipendenti di 12 cannoni ciascuno.
Nel 1943 venne reintrodotto il livello di corpo d'armata di fucilieri. I reggimenti d'artiglieria di corpo d'armata ricevettero i cannoni da 107 mm sopravvissuti, insieme con quelli da 122 e 152 mm. In totale, ogni reggimento schierava 16-20 pezzi.
Poiché gli M-60 furono prodotti in numeri limitati, i rapporti sull'uso effettivo in combattimento sono rari. Alcuni M-60 entrarono in azione nella battaglia di Kursk, con le forze del fronte centrale. Sei esemplari furono usati durante la liberazione di Sebastopoli nel 1944.
Alcuni pezzi catturati dalla Wehrmacht vennero ridesignati 10,7 cm K 353(r).

## Tecnica
La canna era formata da un'anima interna e da una camiciatura avvitata nella culatta. L'otturatore era del tipo a vite interrotta, mutuato dall'obice da 122 mm M1910/30. Il sistema a rinculo variabile consisteva di un freno di sparo idraulico e di un recuperatore idropneumatico. L'elevazione era controllata da un ingranaggio agente su un settore dentato, mentre il meccanismo di brandeggio era a vite. L'affusto scudato era a code divaricabili, con ruote in disco d'acciaio munite di pneumatico. In posizione di traino, la canna veniva arretrata sulle code. Piccoli spostamenti potevano essere effettuati anche con la canna in posizione di fuoco, purché a velocità inferiore a 6–7 km/h.
L'attacco tedesco del 1941 colse l'Unione Sovietica nella situazione di non avere un requisito per un'arma come il M-60 né le capacità industriali per la sua produzione. Come risultato, solo un piccolo numero di pezzi venne fornito all'Armata Rossa. Il M-60 fu l'ultimo pezzo in calibro 107 mm adottato dall'Armata Rossa. Infatti un altro pezzo in questo calibro, il 107 mm 9S-1, venne sviluppato ma mai prodotto. Fino alla fine della guerra, l'artiglieria divisionale continuò ad usare cannoni da 76,2 mm (insieme agli obici da 122 mm), mentre le formazioni di livello superiore utilizzavano armi più potenti e pesanti come il 122 mm M1931/37 (A-19). Quando, tardi durante la guerra, emerse la necessità di un pezzo anticarro di maggiore potenza, venne sviluppato il 100 mm M1944. Diversamente dal M-60, quest'ultimo utilizzava munizioni fisse e quindi sviluppava un maggiore rateo di fuoco; inoltre era più leggero (3,6 t) e richiedeva meno tempo per la messa in batteria perché la sua canna non doveva essere girata per il trasporto. Tuttavia, l'utilizzo di munizioni fisse ed il limitato assortimento di proietti lo rendeva meno utile come pezzo da campagna. Nel 1945 venne adottata un'altra arma per un ruolo similare, il 85 mm D-44
Per confronto con i corrispondenti pezzi nemici, il cannone standard tedesco da 105 mm, il 10,5 cm sK 18, aveva prestazioni simili. Esso superava di poco il M-60 nella gittata (19–21 km), ma era più pesante (6 t). Inoltre la granata tedesca era più leggera. Un'altra arma comparabile era il britannico BL 4.5 in Medium Field Gun, anch'esso più pesante, ma sparava una granata da 25 kg a quasi 19 km.

## Munizionamento
Il M-60 utilizzava munizioni separate, con la carica propellente in bossolo. Poteva usare anche i proietti del vecchio 107 mm M1910/30, ma con differenti bossoli e propellenti. Venivano usate tre cariche progressive: piena, prima e seconda carica. 
| Munizionamento disponibile               |         |             |                 |                           |            |
| Tipo                                     | Modello | Peso, kg    | Peso carica, kg | Velocità alla volata, m/s | Gittata, m |
| Proiettili perforanti                    |         |             |                 |                           |            |
| APBC                                     | B-420   | 18,71       | 0,44            | 730                       | 3.000      |
| Alto esplosivo e frammentazione          |         |             |                 |                           |            |
| HE-Frammentazione, lungo raggio, acciaio | OF-420  | 17,2        | 2,15            | 737                       | 18.300     |
| HE-Frammentazione                        | OF-420U | 17,4        | 2,01            | 670                       | 16.130     |
| HE                                       | F-420U  | 16,54       | 1,8             |                           |            |
| HE, obsoleta                             | F-422L  | 16,41       | 1,56            |                           |            |
| HE, obsoleta                             | F-422K  | 16,41       | 1,54            |                           |            |
| HE, obsoleta                             | F-422M  | 16,41       | 1,7             |                           |            |
| Shrapnel                                 |         |             |                 |                           |            |
| Shrapnel con miccia di 45 sec            | Sh-422  | 16,54-17,25 | 0,44            |                           |            |
| Shrapnel con miccia T-6                  | Sh-422T | 16,44       | 0,44            |                           |            |
| Fumogeni                                 |         |             |                 |                           |            |
| Fumogena                                 | D-422U  | 16,73       | 0,32/1,76       |                           |            |
| Incendiari                               |         |             |                 |                           |            |
| Incendiaria, con miccia T-6/T-7          | Z-420   | 17,2        | 0,035/1,6       | 737                       | 11.400     |
| Incendiaria, con miccia T-6/T-7          | Z-420   | 16,37       | 0,035/1,6       |                           |            |
| Chemical projectiles                     |         |             |                 |                           |            |
| Frammentazione-chimica                   | OH-420  | 17,2        |                 |                           |            |
| Chimica                                  | HS-420  | 16,9        |                 |                           |            |
| Chimica con "NOV"                        | HN-422  | 16,4        |                 |                           |            |
| Chimica con "NOV"                        | HS-422  | 16,4        | 0,35/1,7        |                           |            |

| Capacità di penetrazione |                          |                          |
| APCBC B-420              |                          |                          |
| Distanza, m              | Angolo d'impatto 60°, mm | Angolo d'impatto 90°, mm |
| 100                      | 111                      | 137                      |
| 300                      | 108                      | 133                      |
| 500                      | 106                      | 130                      |
| 1.000                    | 96                       | 121                      |
| 1.500                    | 92                       | 113                      |
| 2.000                    | 86                       | 106                      |
| 3.000                    | 75                       | 92                       |